# Cantone di Figeac-2
Il Cantone di Figeac-2 è una divisione amministrativa dell'Arrondissement di Figeac.
È stato costituito a seguito della riforma approvata con decreto del 13 febbraio 2014, che ha avuto attuazione dopo le elezioni dipartimentali del 2015.

## Composizione
Comprende parte della città di Figeac e i 13 comuni di:
- Bagnac-sur-Célé
- Capdenac
- Cuzac
- Felzins
- Lentillac-Saint-Blaise
- Linac
- Lunan
- Montredon
- Prendeignes
- Saint-Félix
- Saint-Jean-Mirabel
- Saint-Perdoux
- Viazac